# Bareyo
Bareyo è un comune spagnolo di 2.033 abitanti situato nella comunità autonoma della Cantabria, nella comarca di Trasmiera.
Il comune è costituito da tre località: Bareyo, Guemes ed Ajo, che è il capoluogo e località più settentrionale della Costa Cantabrica sita nel punto terminale della Ria de Ajo, estuario a fiordo del fiume Campiazo. Bareyo dista 29 km da Santander. La parte costiera è costituita da belle spiagge molto frequentate in estate da turisti balneari e surfisti. L'interno è formato da colline che non superano i 230 metri di altitudine e formano la valle del Guemes.
La sua popolazione dal 1900 è costantemente cresciuta raggiungendo nel 1950 il picco di 2.299 abitanti, per poi diminuire negli anni successivi fino ai 1.758 nel 2000 per poi attestarsi attorno alle 2.000 unità. Circa il 60% della popolazione è residente nel capoluogo. L'attività lavorativa dei suoi abitanti è in grande maggioranza rivolta al settore del servizi del terziario con assoluta prevalenza del turismo, che ha superato per numero di addetti il settore dell'agricoltura. L'economia locale si basa infatti in massima parte sul turismo e buona è l'attrezzatura relativa con alberghi, case di vacanze, alloggi di agriturismo e campeggi.

## Storia
Numerose sono le testimonianze della presenza umana in Cantabria nella preistoria; la più famosa è costituita dalle Grotte di Altamira, con le pitture rupestri risalenti a circa 10.000 anni fa. Risalenti al I millennio a.C. si trovano anche tracce di un popolo, chiamato dei Cantabri dai Romani, che si oppose strenuamente e a lungo alla occupazione e colonizzazione di Roma. Si trattava di gruppi primitivi organizzati in tribù che si allearono ai Vaccei per contrastare le legioni romane; queste ultime alla fine ebbero il sopravvento e stabilirono il loro dominio che comprese la Cantabria in una delle tre province in cui Augusto suddivise la Spagna: la Tarragonensis, con capitale appunto Tarragona.
La dominazione romana si concluse nel IV secolo e la Spagna subì le invasioni dei barbari che erano diretti verso l'Africa. Solo i Visigoti, già cristianizzati, vi si fermarono creando un grande regno che comprendeva oltre alla penisola iberica anche parte della Francia, regno che ebbe però vita relativamente breve perché discordie interne favorirono lo sbarco dei Musulmani del 711 e non vi fu opposizione all'occupazione araba che si diffuse rapidamente spingendo gli ispano-romani ad essi contrari a rifugiarsi in Cantabria, dove fondarono diversi regni. I re si coalizzarono e misero le loro truppe al servizio del mitico Pelagio, che avrebbe ricevuto l'invito a combattere i Musulmani dalla stessa Madonna apparsagli in sogno nella grotta di Covadonga. Tradizionalmente si indica come inizio della Reconquista la vittoria di Pelagio su una formazione di soldati arabi nel 722.
Liberatisi dall'Islam dopo sanguinose e lunghe lotte, si formarono grandi regni cristiani e la Chiesa ebbe grandi poteri. I montanari della Cantabria abbandonarono le cime, si sistemarono nelle valli fondando paesi attorno a monasteri e chiese e dedicandosi all'agricoltura e all'allevamento del bestiame. Dell'origine della comunità di Bareyo non esistono documentazioni scritte, esiste soltanto una citazione in un documento in cui si parla della donazione della chiesa di San Juan de Ajo fatta dal re di Leon Ordoño II. Bareyo appare per la prima volta in un documento del 1195 e Guemes in uno del 1084. Del 1087 c'è un altro documento in cui è citata la Villa de Ajo.
Un'ampia zona che comprendeva l'attuale comune di Bareyo nel periodo feudale fu governata dai conti di Lara dal 722 all'XI secolo. Il Camino de Santiago passava per Guemes e per l'assistenza ai pellegrini ammalati vi sorse l'Hospital de San Juan y N.tra S.ra de la Consolacion e anche la chiesa romanica di Bareyo fu tappa importante del camino. Il passaggio dei pellegrini portò ai residenti ampie possibilità di scambi culturali con persone provenienti da varie parti d'Europa e, soprattutto, aprì grandi opportunità commerciali. Nei secoli XII e XIII il governo del territorio di Bareyo fu formalmente della nobile famiglia degli Hero, ma chi governò realmente furono funzionari del reali entro il Corregimiento de las cuatros villas de la Costa del mar che raggruppava quattro città costiere fra cui Bareyo e Guemes. (Il termine corregimiento corrisponde a quello di podesteria del medioevo italiano). Nonostante l'esistenza di questa comunità nacquero le signorie sulle città di nobili famiglie di Bareyo e Guemes, come nel 1351 quella della famiglia Aguero fondata da don Pedro Gonzales de Guero che esercitava la signoria anche su altre città.
In età moderna Bareyo appartenne alla Junta de las siete Villas della Merinidad de Trasmiera, junta che fu sciolta nel XIX secolo quando si pose mano a una nuova sistemazione amministrativa del regno di Spagna. Con la scoperta dell'America e l'introduzione della coltivazione del mais e di altre colture si ebbe una diminuzione demografica in Cantabria con l'emigrazione di molti abitanti verso l'America ed anche verso altre località della Spagna, la Francia e il Portogallo; le nuove colture agricole utilizzate nelle pianure e il disboscamento per rendere coltivabili territori boscosi richiedevano maggior impiego di manodopera mentre la forza di attrazione esercitata dal "nuovo mondo" scoperto accese la speranza di arricchimenti rapidi.
Nel 1820 si fondò il comune di Fuente Espina che era formato da Bareyo, Guemes e Ajo con capoluogo Ajo. Con la riforma amministrativa spagnola del 1835 il comune si chiamò Bareyo, ma il capoluogo rimase ad Ajo. I centri abitati del comune continuarono ad essere il vivaio di artisti e artigiani che emigrarono, come nel passato, in diverse località di Spagna ed Europa, soprattutto nel territorio castigliano, ma anche in Navarra, León, in Francia e Portogallo.
L'avvento del turismo di massa che ha scoperto la bellezza dei luoghi, ha fermato questa emigrazione fornendo agli abitanti nuovi e diversi sbocchi lavorativi.

## Monumenti e luoghi d'interesse
Iglesia de santa Maria a Bareyo, chiesa romanica del XII secolo con all'interno un notevole fonte battesimale.
Iglesia de San Martin de Tours chiesa dei secoli XVI e XVII sita in Ajo. Convento de San Ildefonso fondato nel 1587 ad Ajo e trasformato nel XVII secolo. Ad Ajo ci sono anche la Ermita de San Peduco del XII secolo, ricostruita nel XVI, meta di un pellegrinaggio (romeria) e la Ermita de San Juan del XVII secolo, attualmente in abbandono e rovina, nel cui sottosuolo ci sono i resti di una necropoli medioevale.
A Guermes ci sono la Iglesia de Sabn Vicente Martir, rinascimentale dei secoli XVI- XVII e la Ermita de San Julian dei secoli XIII e XIV, utilizzata anche come ospedale dei pellegrini di Santiago fino al XIX secolo.
Da notare ad Ajo le casonas di eminenti famiglie come la Casona de Villanueva del XVII con, all'interno del complesso edilizio, una torre del XVI secolo, la Casona de Llabad Camino del XVII secolo e la Casona de Carro formata da un edificio a torre.
Luoghi d'interesse sono pure: il Cabo de Ajo capo marino e punto più orientale del comune di Bareyo dal quale si gode un vasto panorama sulla baia di Santander e sulla Ria de Ajo, il Cabo Quintres alto 132 metri conosciuto come La Atalaya è sulla costa occidentale di Bareyo ed ha un piccolo faro con ampio e bel panorama sulla costa. A Bareyo c'è il Molino de la Venera o de Castellanos del XVIII secolo, esempio dei numerosi mulini marino-fluviali esistenti a Bareyo. Nel 1987 è stato dichiarato Bien de Intères Cultural.
La Ria de Ajo conosciuta anche come Ria de la Venera oppure Ria de Castellanos è conosciuta come emblematica della costa è attorniata da grandi praterie. Fra le spiagge dotate di fine sabbia dorata sono da ricordare la Playa de Cuberis con forti correnti offre validi servizi per la balneazione e la Playa de Astuerta priva di servizi ma molto frequentata dai surfisti.

## Feste
Come in tutte le parrocchie spagnole si celebrano le feste patronali, insieme sacre e profane. L'ultimo giorno di febbraio o il primo di marzo si celebra l'annuncio della primavera con il canto dei Marzos, il 16 luglio c'è la festa del Carmen, la seconda domenica di agosto a Guernes come in tutti in molte altre località si celebra l'identità della Cantabria con il Dia de Cantabria. Il primo venerdì di settembre c'è ad Ajo una festa non dedicata ad alcun santo particolare.